# Питу Гули
Питу Гули, (1865, Крушево — 1903, Мечкин Камен код Крушева) је био цинцарски револуционар у отоманској Македонији. Био је локални вођа организације која се обично назива Унутрашња македонска револуционарна организација (ВМРО).
Рођен је у цинцарској породици. Испољио је независну и побуњеничку природу рано у животу. Гулијева породица је била сиромашна, па се преселила у Софију, када је Питу Гули имао 17 година. Године 1885, Питу Гули се вратио у Македонију, и основао побуњенички одред и придружио се другим елементима покрета против отоманске власти у региону.
По повратку из Бугарске, Питу је осуђен на осам година затвора, од којих је седам провео у затвору у Трабзону. 1895. се опет вратио у Крушево, и постао је члан БМОРК/ТМОРО. Од овог времена је постао потпуно посвећен револуционарним активностима у Македонији. 1902. Питу је поново отпутовао у Бугарску, где се упознао са Томом Давидовим. По повратку у Македонију је рањен на граници, и морао је да се врати у Бугарску.
Марта 1903, је као командир револуционарног одреда прешао бугарско-турску границу, и запутио се у Крушево. Од априла до августа 1903. је тренирао и припремао своје људство за долазећи Илинданско-преображењски устанак.
Питу Гули је остао запамћен у Македонији и Бугарској, по храброј борби код Мечкиног Камена, код Крушева, током Илинданско-преображењског устанка. Такође је слављен у песмама широм крајева у којима је познат. Питу Гули се спомиње и у државној химни Северне Македоније: Денес над Македонија.